# Idegarda Oliveira
Idegarda Oliveira (Luanda, 20 de febrero de 1931 – Faro, 31 de julio de 2023), también conocida como Hildegarda Oliveira o Garda, fue una cantante angoleña que fue la primera en grabar un disco de vinilo editado en Angola.

## Trayectoria
Garda nació en Angola, y era hija de una madre mulata y un padre blanco. Estudió violín en la Academia de Luanda hasta el sexto curso. Trabajó en las aduanas y en el Banco de Angola como telefonista. Emigró a España y Suiza, donde desempeñó diversos trabajos, desde cocinera hasta interna, además de cuidar de niños y ancianos.
En 1956, fundó con Horácio Júnior, Alberto de Oliveira y Fernando Perez do Amaral "Garda y su grupo". En junio de 1957, Garda cantó en una fiesta privada de debutantes organizada por Manuel Espírito Santo en Azeitão, Portugal, a la que asistieron, entre otros, la aristócrata francesa Ana de Orleans, los condes de París y los condes de Barcelona. El éxito obtenido en ese evento le permitió actuar durante una temporada en el Casino Estoril y en la televisión.
Además, esa actuación fue el origen de su primer disco, Maria Candimba (o Madya Kandimba), grabado en 1958. Garda fue la compositora de varios de los temas del disco. Fue producido por Valentim de Carvalho, y fue el primer disco de vinilo grabado en Portugal que llegó a Luanda, donde fue editado. Esta producción nunca fue comercializada en Portugal.
A los 29 años, decidió seguir su pasión musical y mudarse a Portugal. En 1962, se matriculó en el Conservatorio de Lisboa, donde estudió solfeo hasta tercer grado y violín hasta sexto. Debido a un accidente doméstico, se lesionó la mano y tuvo que abandonar su sueño de ser violinista clásica. Se casó y tuvo un hijo con un militar portugués, el capitán de infantería, José Lofgren Rodrigues, que falleció en la guerra.
Cincuenta años después del lanzamiento de su primer disco, Garda regresó a los estudios de Valentim Carvalho para grabar el segundo iPlay en 2010 y en formato CD.
A lo largo de su vida, siguió cantando en fiestas y locales de restauración, aunque no pudo sostenerse económicamente solo como música, recibiendo una pensión del Banco de Angola de su etapa como trabajadora del mismo.